# 侯俊傑 (作家)
侯俊傑（1961年9月28日—），筆名侯捷，台灣電腦技術專欄作家，致力於電腦技術之紮根工作，文章兼具科技之長與靈性之美，有讀者的評語是「比作家更工程師，比工程師更作家」。大同國中、師大附中、交通大學土木系畢業、清華大學動力機械研究所碩士。曾任職工研院機械所與電通所，曾在元智大學授課，後多從事兩岸學術交流工作，2010年左右移民加拿大。他的妻子美靜是一名鋼琴師，侯俊傑說他自己“嗜咖啡。妻嚴不能常得。”

## 生平
| 1961.09.28       | 台灣台南縣柳營鄉（今臺南市柳營區）出生                                                     |
| 1979.09~1983.06  | 交通大學土木工程系                                                                         |
| 1983.07~1985.05  | 陸軍工兵少尉                                                                               |
| 1985.06~1985.09  | 遊民                                                                                       |
| 1985.10~1986.03  | 資策會程式設計班青四期                                                                     |
| 1986.04~1987.02  | 益鼎土木工程顧問公司                                                                       |
| 1987.03~1987.05  | 遊民（準備研究所考試）                                                                     |
| 1986.06~1987.08  | 放縱，嬉戲，單車環島。想寫一本「動力學精解」                                               |
| 1987.09~1989.06  | 清華大學動力機械研究所論文：自由曲面之電腦輔助量測、設計與製造（指導教授：宋震國、張隆紋） |
| 1989.07~1991.12  | 工研院機械所副研究員（CAD/CAM軟體研發）                                                    |
| 1992.01~1992.06  | 工研院電通所副研究員（多媒體編制播放系統）                                                 |
| 1992.07 ~present | 自由寫譯                                                                                   |
| 1993.07~1994.06  | 工研院機械所特約研究員                                                                     |
| 1995.07 ~present | 元智大學授課                                                                               |
| 1996.08~1997.06  | 工研院電通所特約研究員                                                                     |
| 2005.07          | 南京大學客座教授南京大學軟件學院and同濟大學軟件學院                                        |

## 譯著作品

### 著作
- 《虛擬記憶體：觀念，設計，與實作》
- 《Windows程式設計》
- 《記憶體管理與多工》
- 《深入核心 - Windows作業系統》
- 《Windows記憶體管理 - 系统篇》
- 《DOS/Windows虛擬機器作業環境》
- 《Windows DDE動態資料交換》
- 《Visual C++物件導向MFC程式設計（基礎篇）》
- 《Visual C++物件導向MFC程式設計（實用篇）》
- 《多型與虛擬 -- 物件導向的精髓》
- 《無責任書評一、二、三》
- 《深入淺出MFC》
- 《多型與虛擬》
- 《Word排版藝術》
- 《STL源碼剖析》

### 翻譯
- 《Inside the C++ Object Model》
- 《Inside Visual C++》
- 《Windows 95 System Programming Secrets》
- 《System Programming for Windows 95》
- 《Essential COM》、《ActiveX controls Inside Out》
- 《Multithreading Applications in Win32》
- 《The Java Programming Language, 4/e》
- 《Refactoring: Improving The Design of Existing Code》
- 《C++ Coding Standards: 101 Rules, Guidelines, and Best Practices》
- 《Refactoring to Patterns》
- 《C++ Primer, 4/e》
- 《The Art of C++》
- 《The Art of Java》
- 《Exceptional C++》
- 《C++ Templates: The Complete Guide》
- 《Practical Java Programming Language Guide》
- 《Modern C++ Design》
- 《The C++ Standard Library: A Tutorial and Reference》
- 《Thinking in Java》

## 外部連結
- 侯捷繁體中文網站